# Allocosa brasiliensis
Allocosa brasiliensis is een spinnensoort in de taxonomische indeling van de wolfspinnen (Lycosidae).
Het dier behoort tot het geslacht Allocosa. De wetenschappelijke naam van de soort werd voor het eerst geldig gepubliceerd in 1910 door Alexander Petrunkevitch. Zoals de wetenschappelijke naam al doet vermoeden, komt deze soort voor in Brazilië. Daarnaast komt de soort ook voor in andere Zuid-Amerikaanse landen.